# Emilio Sailer
Emilio Sailer (Milano, 5 aprile 1865 – Roma, 28 luglio 1945) è stato un militare e politico italiano.

## Biografia
Figlio di Luigi Sailer, insegnante di lettere, editore e scrittore di testi per ragazzi, si trasferisce a Modena con la famiglia quando il padre inizia a insegnare presso l'Accademia Militare. Ammesso alla scuola militare nel 1881, sottotenente nel 7º Reggimento bersaglieri dal 1883 e tenente nello stesso reparto dal 1886, ha preso parte alla guerra italo-abissina, alla guerra italo-turca e alla prima guerra mondiale e si è congedato col grado di generale di corpo d'armata nel 1929. La mattina del 29 giugno 1916, al comando della Brigata Regina (9º e 10º fanteria) dislocate sul Carso, e precisamente sul monte San Michele, affronta il primo attacco coi gas asfissianti da parte dell'esercito austro-ungarico, che determina la perdita quasi totale della forza di entrambi i reparti; il salvataggio di molti soldati e la pronta reazione dei superstiti al suo comando gli valgono una medaglia d'argento al valor militare. 
Nel 1938 partecipa alla campagna razzista del regime fascista, impegnandosi in particolare per l'esclusione dei senatori ebrei dal Senato del Regno. Propone inoltre: "Da una certa data i figli di ebrei o di padre ebreo nascano privi della cittadinanza italiana" e "il battesimo e l'abiura non siano considerati come eliminanti le qualità di Ebrei." Iscritto al Partito Nazionale Fascista dal 1921 è stato dichiarato decaduto dalla carica di senatore con sentenza dell'Alta corte di giustizia per le sanzioni contro il fascismo del 28 dicembre 1944.